# Ла Лупе
Ла Лупе (исп. La Lupe; настоящее имя — Лупе Виктория Йоли Раймонд, Lupe Victoria Yolí Raymond; 23 декабря 1936, Сантьяго-де-Куба, Орьенте, Куба — 28 февраля 1992, Нью-Йорк, Нью-Йорк, США) — кубинская певица в жанре соул.

## Биография
Родилась 23 декабря 1936 или 23 декабря 1939 года в Сантьяго-де-Кубе, Куба. Дочь рабочего на винокурне Bacardi. Являлась поклонницей Эдит Пиаф.
В 1954 году впервые выступила по радио как певица. В 1955 году вместе с семьёй переехала в Гавану; там же поступила в Гаванский университет, получила диплом преподавателя. Начала петь в различных гаванских кабаках.
В 1958 году вышла замуж, в 1959 году создала вместе с мужем джазовое трио «Тропикуба», стала выступать в столичном ночном клубе «Сеть» (La Red), среди посетителей которого были Эрнест Хемингуэй, Теннесси Уильямс, Поль Сартр и Марлон Брандо. Записала два диска. Появилась на пуэрто-риканском телевидении.
В 1962 году переехала в Мексику, а затем в США. Выступала с Тито Пуэнте. Первой из латиноамериканских певиц пела в Карнеги-холл и Мэдисон-сквер-гарден. За пять лет записала 10 дисков. В конце 1980-х годов от сантерии пришла к евангелической церкви.
Скончалась 28 февраля 1992 года во сне от остановки сердца в возрасте 55 лет. Похоронена на кладбище Святого Раймонда в Бронксе, Нью-Йорк.

## Наследие
Почитателями певицы были Гильермо Кабрера Инфанте, Педро Альмодовар (использовал песни Ла Лупе в фильме «Женщины на грани нервного срыва»). Даина Чавьяно сделала певицу одной из героинь своего романа «Остров бесконечной любви» (2006). Ла Лупе стала героиней нескольких фильмов и театральных постановок.
В 2002 году именем Ла Лупе назвали улицу в Бронксе.